# Paguristes starki
Paguristes starki är en kräftdjursart som beskrevs av Anthony J. Provenzano, Jr. 1965. Paguristes starki ingår i släktet Paguristes och familjen Diogenidae. Inga underarter finns listade i Catalogue of Life.